# Sijantung Jae
Sijantung Jae is een bestuurslaag in het regentschap Padang Lawas Utara van de provincie Noord-Sumatra, Indonesië. Sijantung Jae telt 254 inwoners (volkstelling 2010).